# Eredivisie 2023-2024 (pallavolo maschile)
L'Eredivisie 2023-2024, 77ª edizione della massima serie del campionato olandese di pallavolo maschile si è svolta dal 20 ottobre 2023 al 26 aprile 2024: al torneo hanno partecipato dieci squadre di club olandesi e la vittoria finale è andata per la terza volta all'Orion.

## Regolamento

### Formula
La formula ha previsto:
- Regular season, disputata con girone all'italiana, con gare di andata e ritorno, per un totale di diciotto giornate: al termine, la squadra federale del Talent Team è stata esclusa dal prosieguo del campionato mentre le prime quattro classificate hanno acceduto alla Pool A e le rimanenti squadre hanno acceduto alla Pool B;
- Pool A, disputata con un ulteriore girone all'italiana con gare di andata e ritorno per un totale di sei giornate, con le squadre che hanno ricevuto un punteggio bonus: 3 punti alla prima classificata, 2 punti alla seconda, 1 punti alla terza e nessun punto alla quarta; le prime due classificate hanno acceduto alle semifinali dei play-off scudetto mentre la terza e la quarta hanno acceduto ai quarti di finale;
- Pool B, disputata con un ulteriore girone all'italiana con gare di andata e ritorno per un totale di dieci giornate, con le squadre che hanno ricevuto un punteggio bonus: 4 punti alla quinta classificata, 3 punti alla sesta, 2 punti alla settima, 1 punto all'ottava e nessun punto alla nona classificata; le prime due classificate hanno acceduto ai quarti di finale dei play-off scudetto;
- Play-off scudetto, strutturati con:
  - Quarti di finale, disputati al meglio delle due vittorie su tre gare;
  - Semifinali e finale, disputate al meglio delle tre vittorie su cinque gare.

### Criteri di classifica
Se il risultato finale è stato di 3-0 o 3-1 sono stati assegnati 3 punti alla squadra vincente e 0 a quella sconfitta, se il risultato finale è stato di 3-2 sono stati assegnati 2 punti alla squadra vincente e 1 a quella sconfitta.
L'ordine del posizionamento in classifica è stato definito in base a:
- Punti;
- Ratio dei set vinti/persi;
- Ratio dei punti realizzati/subiti;
- Risultati degli scontri diretti[4].

## Squadre partecipanti
Al campionato di Eredivisie 2023-24 hanno partecipato dieci squadre di club olandesi: le squadre del Capelle e del Taurus hanno rinunciato alla partecipazione.
| Club             | Stagione | Città       | Impianto                    | Stagione precedente                        |
| ---------------- | -------- | ----------- | --------------------------- | ------------------------------------------ |
| Dynamo Apeldoorn | dettagli | Apeldoorn   | Omnisport Apeldoorn         | 2ª in Eredivisie, Campione dei Paesi Bassi |
| Huizen           | dettagli | Huizen      | Sporthal Wolfskamer         | 8ª in Eredivisie, 2ª nella Pool B          |
| Limax            | dettagli | Linne       | Sporthal Roerparel          | 1ª in Eredivisie, 4ª nella Pool scudetto   |
| Lycurgus         | dettagli | Groninga    | MartiniPlaza                | 4ª in Eredivisie, 3ª nella Pool scudetto   |
| Orion            | dettagli | Doetinchem  | Saza Topsporthal Achterhoek | 3ª in Eredivisie, finale play-off scudetto |
| Sliedrecht       | dettagli | Sliedrecht  | Sporthal De Basis           | 6ª in Eredivisie, 6ª nella Pool scudetto   |
| SSS              | dettagli | Barneveld   | Sportcentrum De Meerwaarde  | 5ª in Eredivisie, 5ª nella Pool scudetto   |
| Talent Team      | dettagli | Arnhem      | Van der Knaaphal            | 10ª in Eredivisie                          |
| VoCASA           | dettagli | Nimega      | VoCASA-hal                  | 7ª in Eredivisie, 1ª nella Pool B          |
| ZVH              | dettagli | Zevenhuizen | Swanla                      | 11ª in Eredivisie, 3ª nella Pool B         |

## Torneo

### Regular season

#### Risultati
| Prima giornata |                             |     |                            |
|                |                             |     |                            |
| 21-10          | Talent Team - Sliedrecht    | 0-3 | 18-25, 17-25, 15-25        |
| 22-10          | Limax - VoCASA              | 3-0 | 25-19, 25-21, 25-16        |
| 21-10          | Huizen - SSS                | 0-3 | 17-25, 23-25, 32-34        |
| 20-10          | Orion - ZVH                 | 3-0 | 25-9, 25-17, 25-18         |
| 22-10          | Dynamo Apeldoorn - Lycurgus | 1-3 | 25-22, 19-25, 17-25, 21-25 |

| Seconda giornata |                        |     |                            |
|                  |                        |     |                            |
| 29-10            | Talent Team - Limax    | 0-3 | 13-25, 17-25, 18-25        |
| 28-01            | ZVH - Dynamo Apeldoorn | 1-3 | 20-25, 25-23, 25-27, 16-25 |
| 28-10            | SSS - Orion            | 0-3 | 14-25, 32-34, 20-25        |
| 28-10            | VoCASA - Huizen        | 3-1 | 25-23, 21-25, 25-19, 25-19 |
| 28-10            | Sliedrecht - Lycurgus  | 3-0 | 25-18, 25-20, 25-20        |

| Terza giornata |                        |     |                                   |
|                |                        |     |                                   |
| 05-11          | Limax - Sliedrecht     | 3-2 | 26-24, 18-25, 14-25, 25-23, 15-11 |
| 04-11          | Huizen - Talent Team   | 3-2 | 25-22, 22-25, 20-25, 25-16, 15-8  |
| 04-11          | Orion - VoCASA         | 3-0 | 25-15, 25-20, 25-18               |
| 04-11          | Dynamo Apeldoorn - SSS | 3-0 | 25-22, 25-22, 25-15               |
| 04-11          | Lycurgus - ZVH         | 3-0 | 25-22, 25-19, 25-22               |

| Quarta giornata |                           |     |                     |
|                 |                           |     |                     |
| 08-11           | Talent Team - Orion       | 0-3 | 15-25, 17-25, 17-25 |
| 08-11           | Limax - Huizen            | 3-0 | 25-19, 25-18, 25-15 |
| 08-11           | SSS - Lycurgus            | 0-3 | 22-25, 23-25, 17-25 |
| 08-11           | VoCASA - Dynamo Apeldoorn | 0-3 | 19-25, 22-25, 18-25 |
| 08-11           | Sliedrecht - ZVH          | 3-0 | 25-21, 26-24, 25-18 |

| Quinta giornata |                                |     |                                   |
|                 |                                |     |                                   |
| 11-11           | Huizen - Sliedrecht            | 1-3 | 18-25, 22-25, 26-24, 16-25        |
| 12-11           | Orion - Limax                  | 2-3 | 25-17, 24-26, 25-20, 26-28, 16-18 |
| 11-11           | Dynamo Apeldoorn - Talent Team | 3-0 | 25-11, 25-18, 25-22               |
| 11-11           | Lycurgus - VoCASA              | 3-0 | 25-18, 25-22, 25-22               |
| 11-11           | ZVH - SSS                      | 1-3 | 19-25, 25-19, 23-25, 18-25        |

| Sesta giornata |                          |     |                            |
|                |                          |     |                            |
| 19-11          | Talent Team - Lycurgus   | 0-3 | 15-25, 15-25, 13-25        |
| 19-11          | Limax - Dynamo Apeldoorn | 3-1 | 23-25, 25-22, 25-20, 25-23 |
| 18-11          | Huizen - Orion           | 1-3 | 25-23, 14-25, 15-25, 31-33 |
| 18-11          | VoCASA - ZVH             | 3-1 | 25-16, 19-25, 25-21, 29-27 |
| 18-11          | Sliedrecht - SSS         | 3-0 | 25-14, 25-16, 25-21        |

| Settima giornata |                           |     |                                   |
|                  |                           |     |                                   |
| 15-11            | Orion - Sliedrecht        | 3-0 | 25-18, 25-17, 25-16               |
| 15-11            | Dynamo Apeldoorn - Huizen | 3-0 | 25-18, 26-24, 25-20               |
| 15-11            | Lycurgus - Limax          | 3-2 | 22-25, 25-23, 23-25, 25-22, 15-11 |
| 28-10            | ZVH - Talent Team         | 3-0 | 25-21, 31-29, 25-17               |
| 15-11            | SSS - VoCASA              | 3-0 | 25-18, 26-24, 25-16               |

| Ottava giornata |                          |     |                     |
|                 |                          |     |                     |
| 25-11           | Talent Team - SSS        | 0-3 | 17-25, 13-25, 15-25 |
| 26-11           | Limax - ZVH              | 3-0 | 25-17, 25-23, 25-18 |
| 25-11           | Huizen - Lycurgus        | 0-3 | 19-25, 16-25, 18-25 |
| 10-12           | Orion - Dynamo Apeldoorn | 3-0 | 25-16, 25-19, 25-23 |
| 25-11           | Sliedrecht - VoCASA      | 0-3 | 22-25, 17-25, 18-25 |

| Nona giornata |                               |     |                            |
|               |                               |     |                            |
| 02-12         | Dynamo Apeldoorn - Sliedrecht | 3-0 | 25-20, 25-11, 30-28        |
| 03-12         | Lycurgus - Orion              | 1-3 | 25-18, 18-25, 20-25, 18-25 |
| 02-12         | ZVH - Huizen                  | 3-0 | 28-26, 29-27, 25-19        |
| 02-12         | SSS - Limax                   | 3-1 | 25-19, 20-25, 25-23, 25-20 |
| 31-01         | VoCASA - Talent Team          | 3-1 | 25-17, 24-26, 25-22, 25-12 |
| 02-12         | Talent Team - VoCASA          | 0-3 | 18-25, 20-25, 13-25        |

| Decima giornata |                        |     |                                   |
|                 |                        |     |                                   |
| 06-12           | Limax - Talent Team    | 3-1 | 25-14, 21-25, 25-20, 25-22        |
| 06-12           | Huizen - VoCASA        | 2-3 | 25-18, 20-25, 27-25, 23-25, 13-15 |
| 06-12           | Orion - SSS            | 3-0 | 25-17, 25-23, 25-16               |
| 06-12           | Dynamo Apeldoorn - ZVH | 3-0 | 25-16, 25-22, 25-21               |
| 07-12           | Lycurgus - Sliedrecht  | 2-3 | 25-19, 21-25, 25-21, 22-25, 12-15 |

| Undicesima giornata |                        |     |                                   |
|                     |                        |     |                                   |
| 10-12               | Talent Team - Huizen   | 1-3 | 25-19, 17-25, 18-25, 22-25        |
| 09-12               | ZVH - Lycurgus         | 0-3 | 21-25, 16-25, 22-25               |
| 09-12               | SSS - Dynamo Apeldoorn | 0-3 | 20-25, 18-25, 23-25               |
| 09-12               | VoCASA - Orion         | 0-3 | 19-25, 26-28, 24-26               |
| 09-12               | Sliedrecht - Limax     | 3-2 | 25-27, 25-21, 18-25, 25-18, 21-19 |

| Dodicesima giornata |                           |     |                            |
|                     |                           |     |                            |
| 16-12               | Huizen - Limax            | 0-3 | 11-25, 20-25, 20-25        |
| 16-12               | Orion - Talent Team       | 3-0 | 25-9, 25-14, 25-17         |
| 16-12               | Dynamo Apeldoorn - VoCASA | 3-0 | 25-15, 25-22, 25-18        |
| 14-01               | Lycurgus - SSS            | 3-1 | 25-22, 25-27, 25-14, 25-22 |
| 16-12               | ZVH - Sliedrecht          | 1-3 | 21-25, 25-14, 21-25, 23-25 |

| Tredicesima giornata |                                |     |                                   |
|                      |                                |     |                                   |
| 26-11                | Talent Team - Dynamo Apeldoorn | 0-3 | 17-25, 13-25, 16-25               |
| 07-01                | Limax - Orion                  | 2-3 | 22-25, 25-18, 16-25, 25-18, 13-15 |
| 06-01                | SSS - ZVH                      | 3-0 | 28-26, 25-20, 27-25               |
| 06-01                | VoCASA - Lycurgus              | 3-2 | 19-25, 16-25, 25-21, 25-23, 15-13 |
| 06-01                | Sliedrecht - Huizen            | 3-0 | 26-24, 25-18, 25-20               |

| Quattordicesima giornata |                          |     |                            |
|                          |                          |     |                            |
| 12-01                    | Orion - Huizen           | 3-0 | 25-23, 25-18, 25-14        |
| 13-01                    | Dynamo Apeldoorn - Limax | 3-0 | 25-18, 25-19, 25-16        |
| 28-01                    | Lycurgus - Talent Team   | 3-0 | 25-22, 25-15, 25-19        |
| 13-01                    | ZVH - VoCASA             | 0-3 | 13-25, 22-25, 19-25        |
| 13-01                    | SSS - Sliedrecht         | 3-1 | 25-22, 25-21, 22-25, 25-20 |

| Quindicesima giornata |                           |     |                                   |
|                       |                           |     |                                   |
| 24-01                 | Talent Team - ZVH         | 0-3 | 19-25, 14-25, 19-25               |
| 21-01                 | Limax - Lycurgus          | 3-2 | 22-25, 25-18, 20-25, 25-15, 17-15 |
| 20-01                 | Huizen - Dynamo Apeldoorn | 0-3 | 12-25, 21-25, 17-25               |
| 20-01                 | VoCASA - SSS              | 3-2 | 22-25, 25-21, 20-25, 25-22, 15-12 |
| 20-01                 | Sliedrecht - Orion        | 3-2 | 18-25, 25-18, 25-16, 24-26, 15-11 |

| Sedicesima giornata |                          |     |                            |
|                     |                          |     |                            |
| 26-01               | Dynamo Apeldoorn - Orion | 1-3 | 20-25, 26-24, 17-25, 17-25 |
| 27-01               | Lycurgus - Huizen        | 3-0 | 25-19, 25-13, 25-21        |
| 27-01               | ZVH - Limax              | 0-3 | 15-25, 16-25, 19-25        |
| 27-01               | SSS - Talent Team        | 3-0 | 25-23, 25-18, 25-15        |
| 27-01               | VoCASA - Sliedrecht      | 1-3 | 25-23, 20-25, 21-25, 20-25 |

| Diciassettesima giornata      |                               |     |                            |
|                               |                               |     |                            |
| Riposano: Talent Team, VoCASA |                               |     |                            |
| 31-01                         | Limax - SSS                   | 3-0 | 25-17, 25-16, 25-22        |
| 31-01                         | Huizen - ZVH                  | 3-1 | 25-18, 25-19, 18-25, 27-25 |
| 31-01                         | Orion - Lycurgus              | 3-1 | 25-21, 25-20, 16-25, 25-21 |
| 31-01                         | Sliedrecht - Dynamo Apeldoorn | 0-3 | 17-25, 23-25, 20-25        |

| Diciottesima giornata |                             |     |                                   |
|                       |                             |     |                                   |
| 07-02                 | Lycurgus - Dynamo Apeldoorn | 2-3 | 26-24, 25-21, 23-25, 21-25, 13-15 |
| 03-02                 | ZVH - Orion                 | 0-3 | 19-25, 22-25, 23-25               |
| 03-02                 | SSS - Huizen                | 3-2 | 25-22, 21-25, 20-25, 25-17, 15-13 |
| 04-02                 | VoCASA - Limax              | 1-3 | 21-25, 18-25, 25-19, 20-25        |
| 03-02                 | Sliedrecht - Talent Team    | 3-0 | 25-15, 25-14, 25-13               |

#### Classifica
| Pos. | Squadra          | Pt | G  | V  | P  | SV | SP | Ratio | PF    | PS    | Ratio |
| ---- | ---------------- | -- | -- | -- | -- | -- | -- | ----- | ----- | ----- | ----- |
| 1.   | Orion            | 49 | 18 | 16 | 2  | 52 | 12 | 4,333 | 1 540 | 1 255 | 1,227 |
| 2.   | Dynamo Apeldoorn | 41 | 18 | 14 | 4  | 45 | 15 | 3,000 | 1 426 | 1 237 | 1,153 |
| 3.   | Limax            | 39 | 18 | 13 | 5  | 46 | 24 | 1,917 | 1 586 | 1 442 | 1,100 |
| 4.   | Lycurgus         | 36 | 18 | 11 | 7  | 43 | 25 | 1,720 | 1 551 | 1 407 | 1,102 |
| 5.   | Sliedrecht       | 34 | 18 | 12 | 6  | 39 | 27 | 1,444 | 1 487 | 1 395 | 1,066 |
| 6.   | SSS              | 27 | 18 | 9  | 9  | 30 | 32 | 0,938 | 1 382 | 1 405 | 0,984 |
| 7.   | VoCASA           | 24 | 18 | 9  | 9  | 29 | 36 | 0,806 | 1 415 | 1 456 | 0,972 |
| 8.   | Huizen           | 10 | 18 | 3  | 15 | 16 | 49 | 0,327 | 1 341 | 1 548 | 0,866 |
| 9.   | ZVH              | 9  | 18 | 3  | 15 | 14 | 45 | 0,311 | 1 260 | 1 423 | 0,885 |
| 10.  | Talent Team      | 1  | 18 | 0  | 18 | 5  | 54 | 0,093 | 1 032 | 1 452 | 0,711 |

      Qualificata alla Pool A
      Qualificata alla Pool B

### Pool A

#### Risultati
| Prima giornata |                          |     |                                   |
|                |                          |     |                                   |
| 18-02          | Lycurgus - Orion         | 2-3 | 25-27, 25-22, 26-24, 25-27, 10-15 |
| 18-02          | Limax - Dynamo Apeldoorn | 3-2 | 25-20, 17-25, 25-18, 24-26, 15-11 |

| Seconda giornata |                             |     |                     |
|                  |                             |     |                     |
| 24-02            | Dynamo Apeldoorn - Lycurgus | 3-0 | 25-19, 25-19, 25-23 |
| 25-02            | Orion - Limax               | 3-0 | 25-18, 25-14, 25-22 |

| Terza giornata |                          |     |                                   |
|                |                          |     |                                   |
| 03-03          | Orion - Dynamo Apeldoorn | 2-3 | 25-19, 25-15, 24-26, 20-25, 13-15 |
| 03-03          | Limax - Lycurgus         | 1-3 | 25-20, 23-25, 28-30, 20-25        |

| Quarta giornata |                             |     |                                   |
|                 |                             |     |                                   |
| 10-03           | Lycurgus - Dynamo Apeldoorn | 2-3 | 25-16, 21-25, 25-23, 23-25, 11-15 |
| 10-03           | Limax - Orion               | 0-3 | 29-31, 21-25, 16-25               |

| Quinta giornata |                          |     |                                  |
|                 |                          |     |                                  |
| 17-03           | Dynamo Apeldoorn - Orion | 1-3 | 13-25, 25-15, 16-25, 20-25       |
| 17-03           | Lycurgus - Limax         | 2-3 | 15-25, 21-25, 25-17, 25-20, 5-15 |

| Sesta giornata |                          |     |                                   |
|                |                          |     |                                   |
| 22-03          | Orion - Lycurgus         | 0-3 | 19-25, 22-25, 23-25               |
| 24-03          | Dynamo Apeldoorn - Limax | 2-3 | 20-25, 22-25, 28-26, 25-23, 13-15 |

#### Classifica
| Pos. | Squadra          | Pt tot | Bonus | Pt | G | V | P | SV | SP | Ratio | PF  | PS  | Ratio |
| ---- | ---------------- | ------ | ----- | -- | - | - | - | -- | -- | ----- | --- | --- | ----- |
| 1.   | Orion            | 15     | 3     | 12 | 6 | 4 | 2 | 14 | 9  | 1,556 | 532 | 480 | 1,108 |
| 2.   | Dynamo Apeldoorn | 11     | 2     | 9  | 6 | 3 | 3 | 14 | 13 | 1,077 | 561 | 583 | 0,962 |
| 3.   | Lycurgus         | 9      | 0     | 9  | 6 | 2 | 4 | 12 | 13 | 0,923 | 543 | 556 | 0,977 |
| 4.   | Limax            | 7      | 1     | 6  | 6 | 3 | 3 | 10 | 15 | 0,667 | 538 | 555 | 0,969 |

      Qualificata alle semifinali dei play-off scudetto
      Qualificata ai play-off scudetto

### Risultati
| Prima giornata |                 |            |                                   |
|                |                 |            |                                   |
| Riposa:        | Sliedrecht      | Sliedrecht | Sliedrecht                        |
| 17-02          | Huizen - VoCASA | 1-3        | 21-25, 25-23, 16-25, 20-25        |
| 17-02          | ZVH - SSS       | 3-2        | 25-16, 23-25, 26-24, 20-25, 15-13 |

| Seconda giornata |                     |     |                            |
|                  |                     |     |                            |
| Riposa:          | SSS                 | SSS | SSS                        |
| 21-02            | VoCASA - Sliedrecht | 1-3 | 25-21, 22-25, 21-25, 16-25 |
| 21-02            | Huizen - ZVH        | 3-1 | 21-25, 25-14, 25-22, 25-21 |

| Terza giornata |                  |        |                                  |
|                |                  |        |                                  |
| Riposa:        | Huizen           | Huizen | Huizen                           |
| 24-02          | ZVH - VoCASA     | 3-2    | 25-19, 25-17, 17-25, 16-25, 15-7 |
| 24-02          | Sliedrecht - SSS | 3-0    | 25-23, 32-30, 25-18              |

| Quarta giornata |                     |     |                                   |
|                 |                     |     |                                   |
| Riposa:         | ZVH                 | ZVH | ZVH                               |
| 02-03           | VoCASA - SSS        | 3-2 | 17-25, 25-22, 25-23, 20-25, 18-16 |
| 02-03           | Sliedrecht - Huizen | 3-0 | 25-17, 25-15, 25-21               |

| Quinta giornata |                  |        |                            |
|                 |                  |        |                            |
| Riposa:         | VoCASA           | VoCASA | VoCASA                     |
| 06-03           | Sliedrecht - ZVH | 3-1    | 19-25, 25-17, 25-16, 25-21 |
| 13-03           | SSS - Huizen     | 3-0    | 25-19, 25-20, 25-20        |

| Sesta giornata |                     |     |                            |
|                |                     |     |                            |
| Riposa:        | SSS                 | SSS | SSS                        |
| 09-03          | ZVH - Huizen        | 1-3 | 19-25, 21-25, 25-21, 21-25 |
| 09-03          | Sliedrecht - VoCASA | 3-0 | 25-18, 25-21, 25-22        |

| Settima giornata |                  |        |                            |
|                  |                  |        |                            |
| Riposa:          | Huizen           | Huizen | Huizen                     |
| 16-03            | SSS - Sliedrecht | 1-3    | 25-21, 19-25, 17-25, 20-25 |
| 16-03            | VoCASA - ZVH     | 3-0    | 25-17, 25-19, 28-26        |

| Ottava giornata |                     |     |                            |
|                 |                     |     |                            |
| Riposa:         | ZVH                 | ZVH | ZVH                        |
| 23-03           | Huizen - Sliedrecht | 0-3 | 19-25, 21-25, 21-25        |
| 23-03           | SSS - VoCASA        | 3-1 | 23-25, 25-21, 25-16, 25-21 |

| Nona giornata |                  |        |                            |
|               |                  |        |                            |
| Riposa:       | VoCASA           | VoCASA | VoCASA                     |
| 27-03         | ZVH - Sliedrecht | 1-3    | 17-25, 29-27, 19-25, 19-25 |
| 27-03         | Huizen - SSS     | 0-3    | 22-25, 23-25, 23-25        |

| Decima giornata |                 |            |                            |
|                 |                 |            |                            |
| Riposa:         | Sliedrecht      | Sliedrecht | Sliedrecht                 |
| 30-03           | SSS - ZVH       | 3-1        | 18-25, 25-20, 25-22, 25-21 |
| 30-03           | VoCASA - Huizen | 3-1        | 25-22, 25-22, 23-25, 25-23 |

### Classifica
| Pos. | Squadra    | Pt tot | Bonus | Pt | G | V | P | SV | SP | Ratio | PF  | PS  | Ratio |
| ---- | ---------- | ------ | ----- | -- | - | - | - | -- | -- | ----- | --- | --- | ----- |
| 1.   | Sliedrecht | 28     | 4     | 24 | 8 | 8 | 0 | 24 | 4  | 6,000 | 695 | 574 | 1,211 |
| 2.   | SSS        | 17     | 3     | 14 | 8 | 4 | 4 | 17 | 14 | 1,214 | 707 | 690 | 1,025 |
| 3.   | VoCASA     | 14     | 2     | 12 | 8 | 4 | 4 | 16 | 16 | 1,000 | 700 | 714 | 0,980 |
| 4.   | Huizen     | 7      | 1     | 6  | 8 | 2 | 6 | 8  | 20 | 0,400 | 607 | 664 | 0,914 |
| 5.   | ZVH        | 4      | 0     | 4  | 8 | 2 | 6 | 11 | 22 | 0,500 | 688 | 755 | 0,911 |

      Qualificata ai play-off scudetto

### Play-off scudetto

#### Tabellone
|  | Quarti di finale | Quarti di finale | Quarti di finale | Quarti di finale | Quarti di finale |    |       | Semifinali | Semifinali | Semifinali | Semifinali | Semifinali | Semifinali | Semifinali |  |  | Finale | Finale | Finale | Finale | Finale | Finale | Finale |  |
|  |                  |                  |                  |                  |                  |    |       |            |            |            |            |            |            |            |  |  |        |        |        |        |        |        |        |  |
|  |                  |                  |                  |                  |                  |    |       | 1A         | Orion      | 1          | 3          | 2          | 3          | 3          |  |  |        |        |        |        |        |        |        |  |
|  |                  |                  |                  |                  |                  |    |       | 1A         | Orion      | 1          | 3          | 2          | 3          | 3          |  |  |        |        |        |        |        |        |        |  |
|  |                  |                  | 4A               | Limax            | 3                | 2  | 3     | 2          | 2          |            |            |            |            |            |  |  |        |        |        |        |        |        |        |  |
|  | 4A               | Limax            | 4A               | Limax            | 3                | 2  | 3     | 2          | 2          | 3          | 3          |            |            |            |  |  |        |        |        |        |        |        |        |  |
|  | 4A               | Limax            |                  |                  |                  |    |       |            |            |            |            |            |            |            |  |  |        |        |        |        |        |        |        |  |
|  | 1B               | Sliedrecht       | 1                | 1                |                  |    |       |            |            |            |            |            |            |            |  |  |        |        |        |        |        |        |        |  |
|  | 1B               | Sliedrecht       | 1                | 1                |                  | 1A | Orion | 3          | 3          | 2          | 3          |            |            |            |  |  |        |        |        |        |        |        |        |  |
|  |                  |                  |                  |                  |                  |    |       |            |            |            |            |            |            |            |  |  |        |        |        |        |        |        |        |  |
|  |                  |                  | 2A               | Dynamo Apeldoorn | 2                | 2  | 3     | 1          |            |            |            |            |            |            |  |  |        |        |        |        |        |        |        |  |
|  |                  |                  |                  |                  |                  | 2  | 3     | 1          |            |            |            |            |            |            |  |  |        |        |        |        |        |        |        |  |
|  |                  |                  |                  |                  |                  |    |       |            |            |            |            |            |            |            |  |  |        |        |        |        |        |        |        |  |
|  |                  |                  |                  |                  |                  |    |       |            |            |            |            |            |            |            |  |  |        |        |        |        |        |        |        |  |
|  |                  | 2A               | Dynamo Apeldoorn | 2                | 0                | 3  | 3     | 3          |            |            |            |            |            |            |  |  |        |        |        |        |        |        |        |  |
|  |                  |                  |                  |                  |                  | 3  | 3     | 3          |            |            |            |            |            |            |  |  |        |        |        |        |        |        |        |  |
|  |                  |                  | 3A               | Lycurgus         | 3                | 3  | 1     | 0          | 1          |            |            |            |            |            |  |  |        |        |        |        |        |        |        |  |
|  | 3A               | Lycurgus         | 3A               | Lycurgus         | 3                | 3  | 1     | 0          | 1          | 3          | 2          | 3          |            |            |  |  |        |        |        |        |        |        |        |  |
|  | 3A               | Lycurgus         |                  |                  |                  |    |       |            |            |            |            | 3          |            |            |  |  |        |        |        |        |        |        |        |  |
|  | 2B               | SSS              | 1                | 3                | 1                |    |       |            |            |            |            |            |            |            |  |  |        |        |        |        |        |        |        |  |

#### Risultati

##### Quarti di finale
| Gara 1 |                    |     |                            |
|        |                    |     |                            |
| 03-04  | Lycurgus - SSS     | 3-1 | 26-24, 20-25, 25-23, 25-20 |
| 03-04  | Limax - Sliedrecht | 3-1 | 20-25, 25-18, 25-16, 25-20 |

| Gara 2 |                    |     |                                   |
|        |                    |     |                                   |
| 06-04  | SSS - Lycurgus     | 3-2 | 16-25, 25-27, 25-17, 27-25, 15-13 |
| 06-04  | Sliedrecht - Limax | 1-3 | 23-25, 26-24, 15-25, 20-25        |

| Gara 3 |                |     |                            |
|        |                |     |                            |
| 07-04  | Lycurgus - SSS | 3-1 | 21-25, 25-21, 25-22, 25-21 |

##### Semifinali
| Gara 1 |                             |     |                                   |
|        |                             |     |                                   |
| 09-04  | Orion - Limax               | 1-3 | 20-25, 19-25, 25-14, 20-25        |
| 09-04  | Dynamo Apeldoorn - Lycurgus | 2-3 | 16-25, 25-16, 22-25, 25-19, 13-15 |

| Gara 2 |                             |     |                                   |
|        |                             |     |                                   |
| 11-04  | Lycurgus - Dynamo Apeldoorn | 3-0 | 25-22, 25-23, 25-14               |
| 11-04  | Limax - Orion               | 2-3 | 21-25, 25-27, 26-24, 26-24, 12-15 |

| Gara 3 |                             |     |                                   |
|        |                             |     |                                   |
| 13-04  | Dynamo Apeldoorn - Lycurgus | 3-1 | 23-25, 25-15, 25-20, 25-21        |
| 13-04  | Orion - Limax               | 2-3 | 25-19, 25-19, 26-28, 21-25, 13-15 |

| Gara 4 |                             |     |                                   |
|        |                             |     |                                   |
| 14-04  | Lycurgus - Dynamo Apeldoorn | 0-3 | 18-25, 28-30, 23-25               |
| 14-04  | Limax - Orion               | 2-3 | 21-25, 25-18, 17-25, 25-23, 11-15 |

| Gara 5 |                             |     |                                   |
|        |                             |     |                                   |
| 17-04  | Orion - Limax               | 3-2 | 25-17, 18-25, 18-25, 25-17, 15-11 |
| 17-04  | Dynamo Apeldoorn - Lycurgus | 3-1 | 25-17, 18-25, 25-18, 25-18        |

##### Finale
| Gara 1 |                          |     |                                   |
|        |                          |     |                                   |
| 20-04  | Orion - Dynamo Apeldoorn | 3-2 | 23-25, 25-22, 25-23, 23-25, 15-10 |

| Gara 2 |                          |     |                                   |
|        |                          |     |                                   |
| 21-04  | Dynamo Apeldoorn - Orion | 2-3 | 25-20, 19-25, 17-25, 26-24, 13-15 |

| Gara 3 |                          |     |                                   |
|        |                          |     |                                   |
| 24-04  | Orion - Dynamo Apeldoorn | 2-3 | 25-23, 25-14, 22-25, 21-25, 10-15 |

| Gara 4 |                          |     |                            |
|        |                          |     |                            |
| 26-04  | Dynamo Apeldoorn - Orion | 1-3 | 25-21, 14-25, 22-25, 23-25 |

## Verdetti
| Squadra          | Qualificazione           |
| ---------------- | ------------------------ |
| Orion            | Champions League 2024-25 |
| Dynamo Apeldoorn | Coppa CEV 2024-25        |
| Lycurgus         | Challenge Cup 2024-25    |
| Limax            | Challenge Cup 2024-25    |

## Statistiche
| Rendimento individuale | Rendimento individuale | Rendimento individuale | Rendimento individuale |
| Pos.                   | Nome                   | Punti                  | Squadra                |
| ---------------------- | ---------------------- | ---------------------- | ---------------------- |
| 1                      | Samuli Kaislasalo      | 546                    | Orion                  |
| 2                      | Leon Meier             | 440                    | Limax                  |
| 3                      | Marius den Hartog      | 392                    | Sliedrecht             |
| 4                      | Yvo Lunsing            | 376                    | ZVH                    |
| 5                      | Tom Koops              | 357                    | Orion                  |
| 6                      | Yannick Bak            | 318                    | Dynamo Apeldoorn       |
| 7                      | Sjors Tijhuis          | 317                    | Dynamo Apeldoorn       |
| 8                      | Robin van Weerd        | 314                    | SSS                    |
| 9                      | Tobias Kjær            | 307                    | Limax                  |
| 10                     | Kyle McCauley          | 301                    | Lycurgus               |

| Attacchi vincenti | Attacchi vincenti | Attacchi vincenti | Attacchi vincenti |
| Pos.              | Nome              | Punti             | Squadra           |
| ----------------- | ----------------- | ----------------- | ----------------- |
| 1                 | Samuli Kaislasalo | 461               | Orion             |
| 2                 | Leon Meier        | 362               | Limax             |
| 3                 | Marius den Hartog | 347               | Sliedrecht        |
| 4                 | Yvo Lunsing       | 331               | ZVH               |
| 5                 | Tom Koops         | 296               | Orion             |
| 6                 | Yannick Bak       | 285               | Dynamo Apeldoorn  |
| 7                 | Robin van Weerd   | 273               | SSS               |
| 8                 | Kyle McCauley     | 259               | Lycurgus          |
| 9                 | Sjors Tijhuis     | 255               | Dynamo Apeldoorn  |
| 10                | Tobias Kjær       | 241               | Limax             |

| Muri vincenti | Muri vincenti      | Muri vincenti | Muri vincenti |
| Pos.          | Nome               | Punti         | Squadra       |
| ------------- | ------------------ | ------------- | ------------- |
| 1             | Robin Boekhoudt    | 94            | Lycurgus      |
| 2             | Beau Wortelboer    | 66            | Orion         |
| 3             | Jannes van der Ham | 64            | Orion         |
| 4             | Jochem Bloem       | 59            | SSS           |
| 5             | Luuk Hofhuis       | 52            | Lycurgus      |
| 6             | Johannes Bontje    | 50            | Limax         |
| 7             | Mathijs Apine      | 49            | VoCASA        |
| 8             | Samuli Kaislasalo  | 46            | Orion         |
| 9             | Leon Meier         | 45            | Limax         |
| 10            | Benjamin Parkinson | 43            | ZVH           |

| Battute vincenti | Battute vincenti    | Battute vincenti | Battute vincenti |
| Pos.             | Nome                | Punti            | Squadra          |
| ---------------- | ------------------- | ---------------- | ---------------- |
| 1                | Sil Meijs           | 47               | Limax            |
| 2                | Tobias Kjær         | 46               | Limax            |
| 3                | Tom Koops           | 41               | Orion            |
| 4                | Samuli Kaislasalo   | 39               | Orion            |
| 5                | Gijs van Solkema    | 36               | Dynamo Apeldoorn |
| 6                | Leon Meier          | 33               | Limax            |
| 7                | Duco Krook          | 29               | Dynamo Apeldoorn |
| 8                | Yvo Lunsing         | 28               | ZVH              |
| 9                | Luuk Hofhuis        | 27               | Lycurgus         |
| 9                | Ramon Martinez Gion | 27               | Lycurgus         |
| 9                | Jannes van der Ham  | 27               | Orion            |